# Honda Center
Das Honda Center ist eine Mehrzweckhalle in der US-amerikanischen Stadt Anaheim im Großraum Los Angeles im Bundesstaat Kalifornien, und die Heimat der Anaheim Ducks aus der National Hockey League (NHL). Bis zu ihrer Auflösung 2005 trug auch die Lacrosse-Mannschaft Anaheim Storm aus der National Lacrosse League (NLL) ihre Heimspiele hier aus.

## Geschichte
Die Anaheim Arena wurde 1993 fertiggestellt und kostete 123 Mio. US-Dollar. Ein paar Monate nach der Eröffnung zahlte Arrowhead 15 Mio. US-Dollar für einen Sponsorenvertrag über eine Laufzeit von 10 Jahren. Die Arena wurde damit unter dem Namen Arrowhead Pond of Anaheim bekannt. Im Juni 2006 erwarb Honda Motor Company die Namensrechte an der Arena, die seitdem Honda Center heißt. Der bis 2021 laufende Vertrag wurde im Jahr 2020 vorzeitig bis 2031 verlängert.
Die Eröffnung am 19. Juni 1993 wurde durch ein Konzert von Barry Manilow begangen. Seitdem wurden in der Arena zahllose Events veranstaltet, so zum Beispiel Finalspiele im Stanley Cup 2003, verschiedene Wrestling-Shows wie WrestleMania XII, WrestleMania 2000, WWE Royal Rumble 1999, UFC 59 und UFC 63.
Außerdem traten hier Künstler wie Britney Spears, Coldplay, Depeche Mode, Madonna, Paul McCartney, Prince, Queen, Shakira, The Rolling Stones, Tina Turner, U2 und viele andere auf. 
Zwischen 1994 und 1998 trugen die Los Angeles Clippers einen Teil ihrer Partien der National Basketball Association hier aus. Zwischenzeitlich waren auch die Anaheim Bullfrogs aus der Roller Hockey International und die Anaheim Piranhas aus der Arena Football League in der Arena heimisch. Seit 1994 wird jährlich das John R. Wooden Classic hier durchgeführt.  Außerdem hat die NCAA verschiedene Basketball-Turniere (1998, 2001 und 2003) und die Finalrunde im College-Eishockey (Frozen Four 1999) hier veranstaltet.
Das Honda Center befindet sich gegenüber dem Angel Stadium of Anaheim, hier spielen die Los Angeles Angels of Anaheim der Major League Baseball (MLB), ungefähr fünf Meilen von Disneyland entfernt.
Der Milliardär Henry Samueli, Gründer von Broadcom, besitzt die Firma, die die Arena betreibt. Am 25. Februar 2005 wurde bekannt gegeben, dass die Walt Disney Company die Mighty Ducks of Anaheim an Samueli verkaufte.

## Galerie

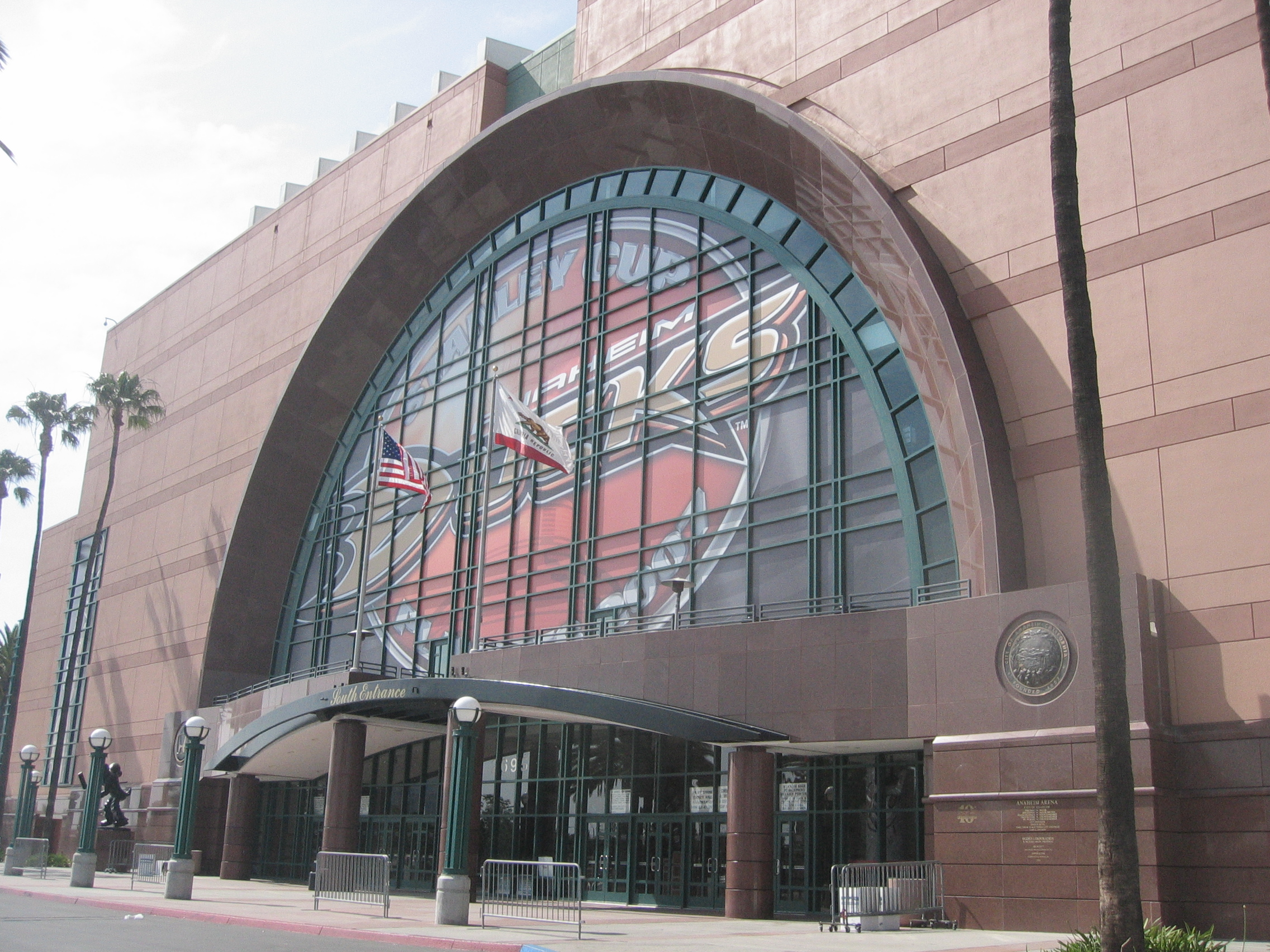
Eingangsportal
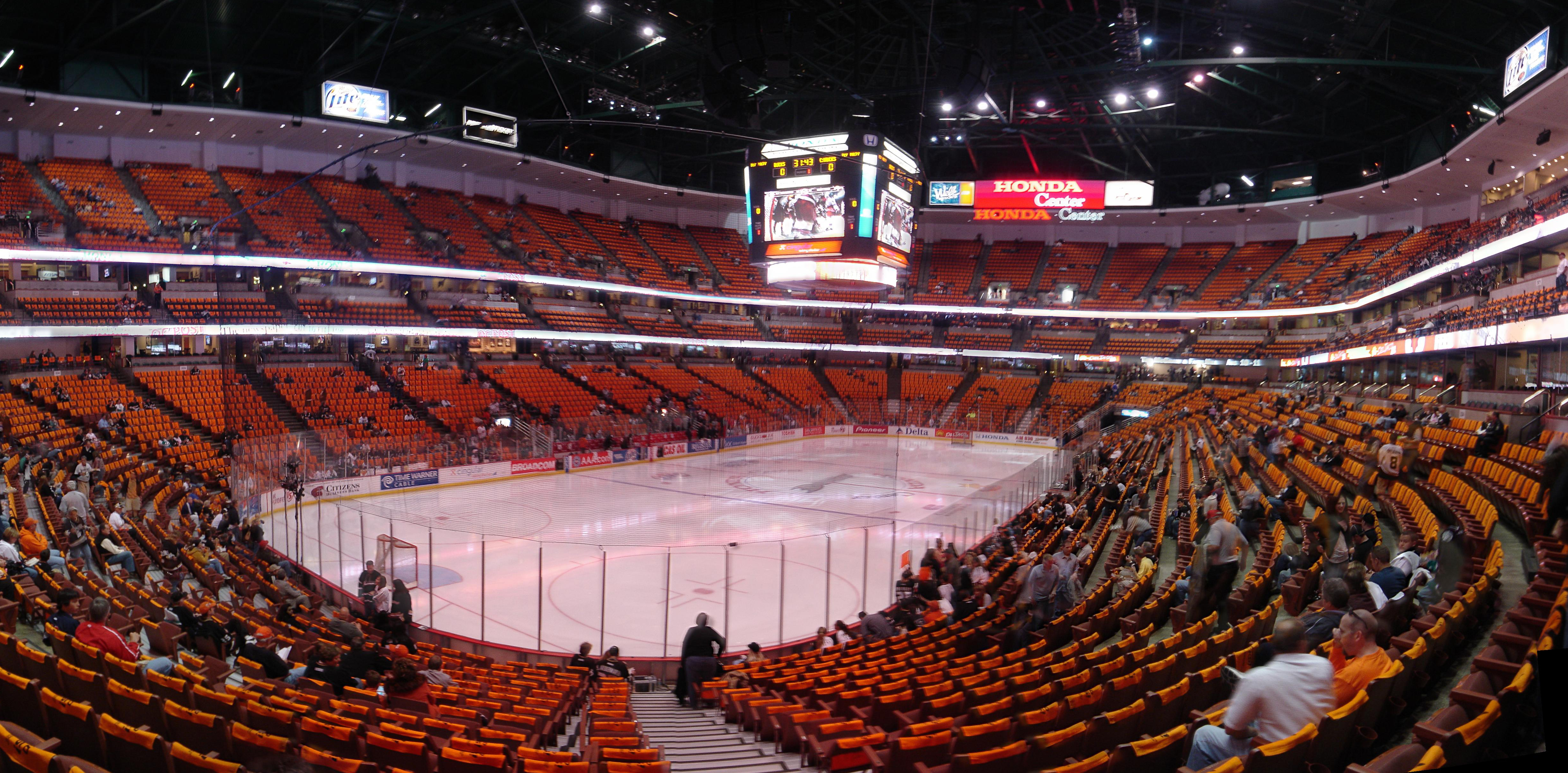
Innenraum-Panorama
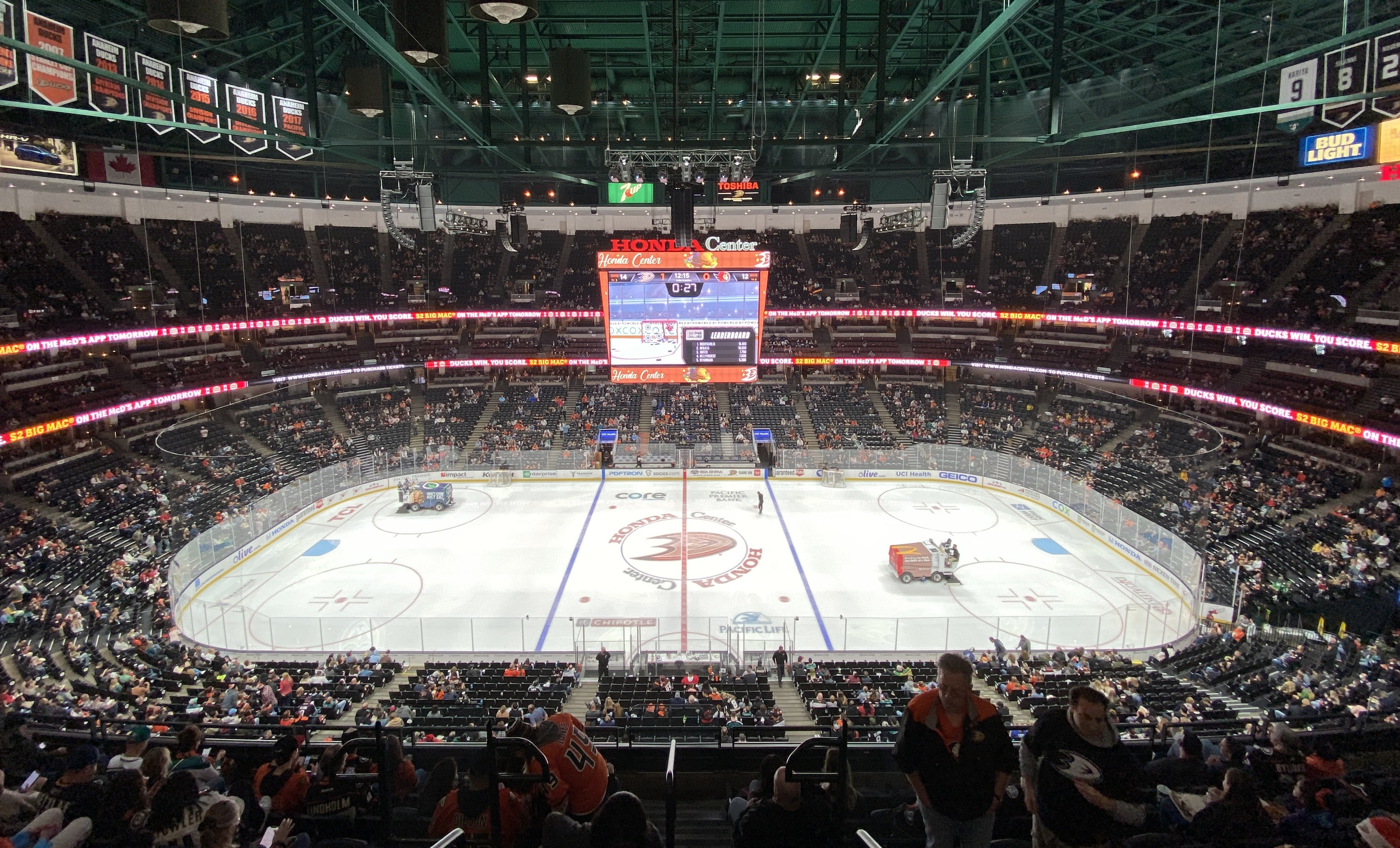
Innenansicht 2021
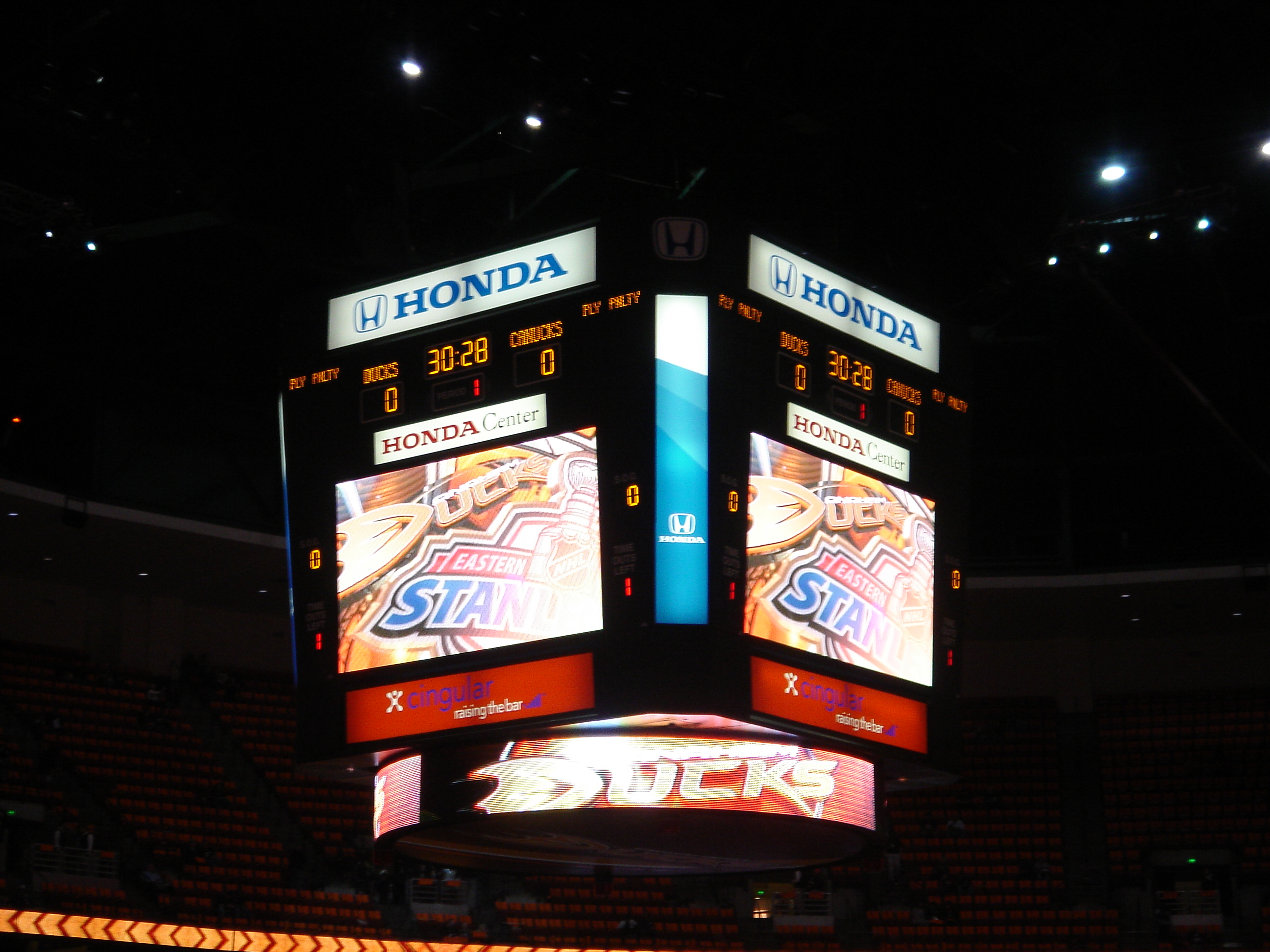
Videowürfel
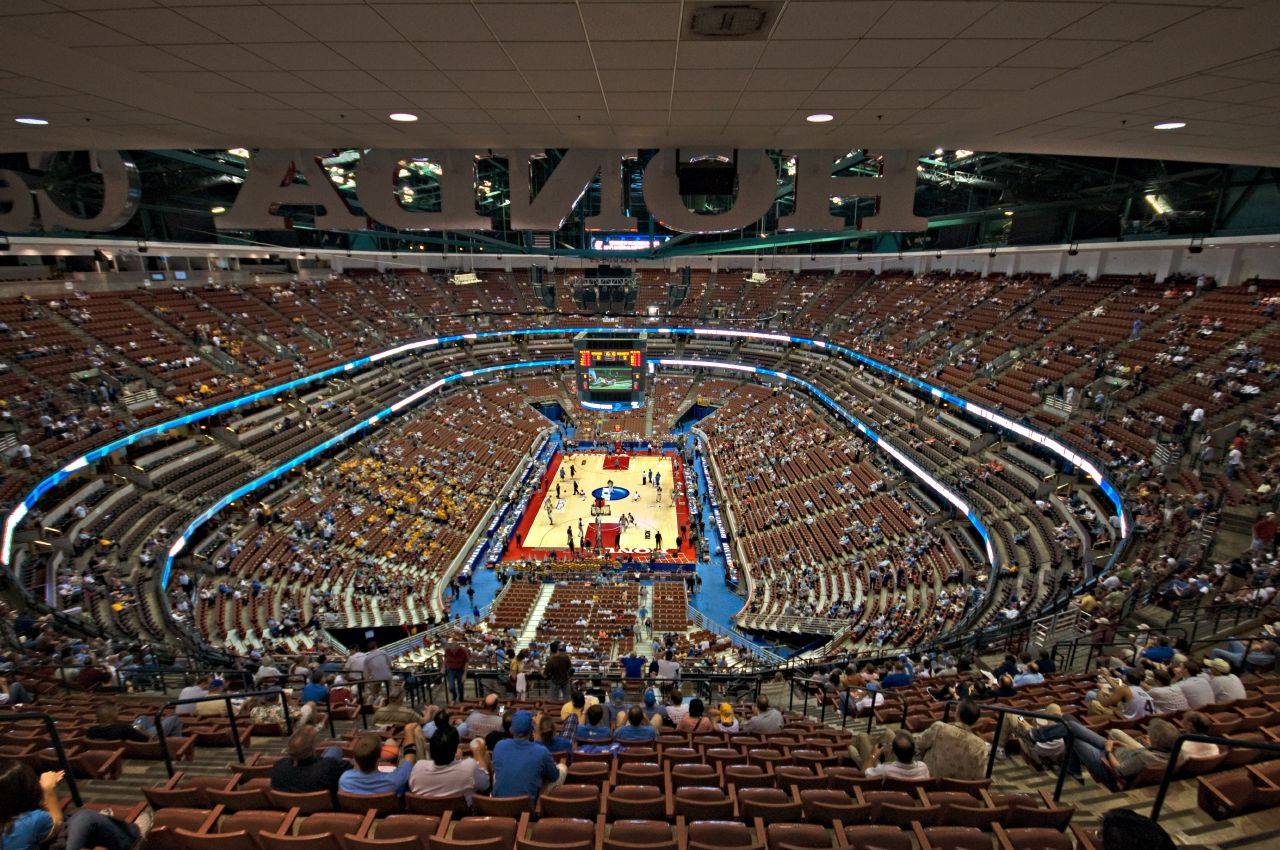
Innenraum beim Basketball